# Kirill Aleksejenko
Kirill Aleksejenko (rusky Кирилл Алексеевич Алексеенко; * 22. června 1997 Vyborg, Rusko) je ruský šachový velmistr, od roku 2023 hraje za Rakousko.

## Osobní život
Kirill Aleksejenko se narodil ve Vyborgu, ve věku osmi let se pak přestěhoval do Petrohradu. Jeho otec byl voják a jeho matka byla učitelka. Od roku 2019 Aleksejenko studoval Petrohradskou státní polytechnickou univerzitu, kterou úspěšně absolvoval.

## Šachová kariéra
Aleksejenův dědeček byl šachovým nadšencem. Právě on naučil Kirilla, když mu byly čtyři roky, pravidla hry. Nikdo jiný kromě dědečka z rodiny šachy nehrál.
Ve věku sedmi let se Aleksejenko zúčstnil svého prvního šachového turnaje, kterým byl Petrohradský šampionát v kategorii U8. Na mistrovství Evropy mládeže v šachu v roce 2007 se stal šampionem v kategorii U10 a v roce 2013 se stal vítězem kategorie U16. V roce 2010 získal Aleksejenko na mistrovství světa v šachu mládeže v kategorii U14 bronz a o rok později v této kategorii zvítězil.  Poté v letech 2012 a 2013 získal postupně stříbro a bronz na mistrovství světa v šachu v kategorii U16.
Norem nezbytných pro dosažení titulu velmistra dosáhl již v roce 2012, ale až v roce 2015 dosáhl hodnocení Elo FIDE 2500 – hodnota Elo potřebná k udělení titulu velmistra. V letech 2015, 2016 a 2017 vyhrál Čigorinův memoriál. V únoru 2018 se zúčastnil moskevského Aeroflot Open. Skončil 13. z 92 s 5,5 z devíti bodů.
V březnu 2018 se zúčastnil evropského šachového šampionátu jednotlivců. Skončil na 34. místě, přičemž měl sedm bodů z jedenácti. V roce 2019 turnaje zúčatnil opět, tentokrát skončil 63. Ačkoli se mu nepodařilo kvalifikovat na mistrovství světa v šachu 2019 prostřednictvím právě dobrého umístění na tomto turnaji, byl organizátorem turnaje vybrán na divokou kartu. V prvním a druhém kole porazil vietnamského Nguyễna Ngọc Trường Sơna a norského Johana-Sebastiana Christiansena, poté ve třetím kole porazil Pentala Harikrišnu. Ve čtvrtém kole čelil Ting Li-ženovi. Obě hry v klasickém tempu zremizoval, ale v tiebreaku nad Li-ženem prohrál.
Na evropském šachovém mistrovství hrál Aleksejenko za Rusko na třetí šachovnici. Tehdy dosáhl 4,5 bodů z 8. Rusko tento šampionát vyhrálo. V posledním kole Aleksejenko porazil Poláka Kacpera Pioruna, což bylo rozhodující vítězství pro ruskou reprezentaci.
V prosinci 2019 se účastnil mistrovství světa v rapidu a blitzu. V rapidu skončil 57. s 8,5 body z 15. V bleskovém šachu skončil s 11,5 body z 21 na 71. místě.

## Turnaj kandidátů 2020
Na Grand Swiss 2019, který se konal v říjnu na ostrově Man, se Aleksejenko umístil na třetím místě se 7½ / 11, o půl bodu za Wang Haem a Fabianem Caruanou. Aleksejenko se tak stal možným kandidátem na divokou kartu pro turnaj kandidátů v roce 2020 jako nejvýše umístěný na Grand Swiss, kromě Wang Haoa (který se kvalifikoval vítězstvím v turnaji) a Caruany (který se kvalifikoval kvůli tomu, že v roce 2018 v zápasu o titul mistra světa proti Carlsenovi prohrál).
Dne 23. prosince bylo ruskou šachovou federací oznámeno, že Aleksejenko je nominován na turnaj kandidátů divokou kartou. Ten se měl konat v Jekatěrinburgu od 17. března do 4. dubna, avšak dne 26. března 2020 Mezinárodní šachová federace oznámila, že se turnaj kvůli zastavení veškeré letecké dopravy ze strany Ruska přerušuje. Dohrán bude podle oficiálního vyjádření prezidenta FIDE Arkadije Dvorkoviče až když to pandemie covidu-19 povolí.

## Postoj k rusko-ukrajinské válce
V březnu 2022, po zahájení ruské invaze na Ukrajinu, podepsal Aleksejenko stejně jako dalších více než 40 předních ruských šachistů otevřený dopis ruskému prezidentovi Vladimiru Putinovi. Podepsaní šachisté ho v něm žádají o okamžité příměří a mírové řešení diplomatickou cestou. Situaci označili za „katastrofu“ a vyjádřili solidaritu s Ukrajinci. Na protest proti invazi v květnu 2022 rezignoval na své členství Ruské šachové federaci a zpočátku hrál pod vlajkou FIDE, než o rok později přešel do Rakouské šachové federace.